# Кузнецкая лошадь
Кузне́цкая ло́шадь была выведена в Западной Сибири в XVIII веке. Своё название порода получила от исторического названия местности — Кузнецкой каменноугольной котловины, расположенной между Кузнецким Алатау на востоке и Салаирским кряжем на западе.
Переселенцы из чернозёмной полосы Европейской России, двигаясь в Сибирь, приводили лошадей утяжелённого типа. Скрещивание с ними способствовали ещё большему укрупнению местной лошади. Полутабунное содержание в суровых климатических условиях Сибири выработало тип лошади крепкой конституции, выдающейся выносливости, сохранившей черты сложения местных лошадей Сибири.
Кузнецкая лошадь таким образом стала первой лошадью, выведенной специально на сибирских землях без участия племенных конных заводов или государства.
1806 год, книга «Новый и полный опытный коновал, современный кавалерист, знаток, ездок, охотник и заводчик» сообщает: «кузнецкие лошади находятся по рекам Томи и Оби. Между ними также много бывает хороших рысаков.» Имелись в виду не орловские рысаки, порода которых тогда только формировалась. Речь шла о кузнецких лошадях, обладавших хорошей рысью, о так называемых «бегунцах», ценившихся во много раз дороже рядовых лошадей.
На момент первой половины XIX века Кузнецкая лошадь имела много изъянов: сильно растянутое туловище, мягкую спину, саблистость, короткие бабки, плоское низкопятное копыто. Несмотря на это она была ценна как неприхотливая выносливая лошадь с хорошими движениями и тяговым усилием.
Со второй половины XIX века порода получила новое развитие — в бывшей Томской губернии начали возникать частные конные заводы рысистого направления (Мокина, Кухтерина, Платонова, Винокурова и др.). В конце XIX века была организована Томская государственная заводская конюшня, укомплектованная преимущественно рысистыми жеребцами, возникло общество поощрения рысистого коннозаводства. В дальнейшем как в государственных заводских конюшнях, так и в частных заводах появились тяжеловозы и в некотором количестве чистокровные верховые лошади. Этот период характеризовался значительным применением межпородных скрещиваний кузнецкой лошади то с рысаками, то с тяжеловозами.
Кузнецкая лошадь изображена на гербе города Кузнецка-Сибирского